# Nikolai Kapitonowitsch Nikolski
Nikolai Kapitonowitsch Nikolski, russisch Николай Капитонович Никольский, englische Transkription Nikolai Nikolskii (* 16. November 1940), ist ein russischer Mathematiker, der Professor an der Universität Bordeaux war. Er befasst sich mit Reeller und Komplexer Analysis und Funktionalanalysis.
Nikolski wurde 1966 an der Staatlichen Universität Leningrad bei Wiktor Chawin promoviert (Invariante Unterräume bestimmter kompakter Operatoren, russisch). 1973 habilitierte er sich (russischer Doktortitel). Er war am Steklow-Institut in Leningrad und lehrte an der Staatlichen Universität Leningrad. In den 1990er Jahren ging er als Professor nach Bordeaux.
Er befasst sich mit Theorie der Operatoren, harmonischer und komplexer Analysis.
Er ist Fellow der American Mathematical Society. Er war Invited Speaker auf dem Internationalen Mathematikerkongress 1978 in Helsinki (What problems do spectral theory and functional analysis solve for each other ?).
Zu seinen Doktoranden gehört Alexander Volberg.
Nikolski gehörte zu den Mathematikern in Leningrad, die 1984 den Beweis der Bieberbach-Vermutung von Louis de Branges als korrekt erkannten.

## Schriften
- Herausgeber Investigations in linear operators and function theory, New York: Consultants Bureau 1972
- Herausgeber Spectral theory of functions and operators , 2 Bände, American Mathematical Society 1980
- Herausgeber mit W. P. Chawin (Victor Chavin), S. W. Chruschtschew (S. V. Hruscev): Linear and complex analysis problem book: 199 research problems, Springer Verlag 1984
- mit Wiktor Petrowitsch Chawin Linear and complex analysis problem book 3, 2 Bände, Springer Verlag 1994
- Herausgeber: Toeplitz operators and spectral function theory: essays from the Leningrad Seminar on Operator Theory, Birkhäuser 1989
- Herausgeber mit  Éric Charpentier, Annick Lesne: Kolmogorov´s Heritage in Mathematics, Springer Verlag 2007
- Herausgeber: Functional analysis I: linear functional analysis, Springer Verlag 1992
- Herausgeber mit W. P. Chawin Complex analysis, operators, and related topics : the S.A. Vinogradov memorial volume, Birkhäuser 2000
- In search of the invisible spectrum, Ann. Inst. Fourier, Grenoble, 49, 1999, 1925-1998
- Treatise on the shift operator. Spectral function theory, Grundlehren der mathematischen Wissenschaften 273, Springer Verlag 1986